# Pontonia flavomaculata
Pontonia flavomaculata är en kräftdjursart som beskrevs av Heller 1864. Pontonia flavomaculata ingår i släktet Pontonia och familjen Palaemonidae. Inga underarter finns listade i Catalogue of Life.